# محسن أطيمش
محسن أطيمش (1946 - 1994)، هو شاعر وناقد وأكاديمي عراقي ولد في مدينة الناصرية (عاصمة محافظة ذي قار - العراق)،
ينتمي لأسرة نبغ فيها عدد من الشعراء، منهم: إبراهيم أطيمش، وأحمد أطيمش، ومظهر أطيمش.
أكمل دراسته الابتدائية والإعدادية في مدارس العراق، وواصل تعليمه ودراساته العليا حتى حصل على درجتي الماجستير، ثم الدكتوراه في الأدب الحديث.
عمل بتدريس النقد الأدبي الحديث والمسرح والشعر في الجامعة المستنصرية ببغداد بدءًا من (1983)، وكان اتجاهه النقدي يؤثر مبادئ النقد الأدبي في الغرب، ويتخذها معيارًا لنقد آدابنا العربية، كان عضو اتحاد الأدباء والكتاب العراقيين، وعضوًا في رابطة النقاد.

## الإنتاج الشعري
- ديوان: «محمد عفيفي مطر.. الأناشيد» - دار الشؤون الثقافية العامة - بغداد 1992. (والديوان قصيدة واحدة مطولة، موضوعها الشاعر المصري محمد عفيفي مطر).

## الأعمال الأخرى
له دراستان نقديتان نال بهما درجتي الماجستير والدكتوراه، هما: دير الملاك :دراسة نقدية للظواهر الفنية في الشعر العراقي المعاصر - دار الشؤون الثقافية العامة - بغداد، والشاعر العربي الحديث مسرحيًا - دار الشؤون الثقافية العامة - بغداد.

## وصف شعره
شاعر مجدد، كتب قصيدة التفعيلة المشحونة بالرمز والعمق الدلالي، ووقف بها على أعتاب قصيدة النثر، يلتزم بنية التدوير إن جاز التعبير مع الشعر التفعيلي، حيث لا ينتهي السطر الشعري بانتهاء التفعيلة أو مجموعة التفاعيل، وإنما ينتهي بانتهاء بياض الصفحة ليكتمل مع السطر التالي، وهكذا. ديوانه الوحيد «محمد عفيفي مطر.. الأناشيد» عبارة عن قصيدة واحدة مطولة يتبنى فيه مبدأ التجريب المعتمد على العمل الواحد بوصفه سياقًا متحدًا وإن تعددت تقسيماته الموضوعية، وهو ما يمكن تسميته (ديوان الحالة). في شعره تأثر بالبيئة المصرية، ووصف لبعض مشاهد الحياة فيها، كما أن فيه سردية وقصّاً استطاع الشاعر أن يوظفهما توظيفًا إبداعيًا لرسم صور شعرية. استعار في بعض مقاطعه الفصيحة مقاطع من الأغاني المصرية باللهجة العامية، أوردها على لسان بعض شخصياته.

## حياته
كانت حياته الخاصة متعبة فقد عانى كثيراً والم به المرض مبكراً، جاء إلى العاصمة بغداد، من الناصرية في عمر الثامنة عشر، وفي عام 1965 تخرج من معهد المعلمين العالي، دخل في ذات العام إلى كلية الآداب قسم اللغة العربية في الجامعة المستنصرية، وحاز على الماجستير في بغداد، ثم الدكتوراه من القاهرة، مل بتدريس الأدب العربي الحديث والمسرح والشعر في الجامعة.
كان موهوبا في الشعر، وفي العروض، ثم أصبح ناقدا مميزا بعد ذلك، نشر الكثير من شعره في الدوريات، لكنه لم يكن راضيا عن كل ما نشر، فلم يجمعه في ديوان يقدمه للطبع، انما آثر ان يبقيه مخطوطا يذكره بالبدايات، لكن اعتقال الشاعر محمد عفيفي مطر في مصر قد هزه بعنف، لان عفيفي كان صديقا أثيرا لديه.

## وفاته
كان قد اصيب بالتهاب الكبد الفايروسي في بغداد، فأحدث في معدته استسقاء، لكنه تغلب عليه، وحين شفي منه غادر بغداد الي اليمن ليعمل في جامعة صنعاء استاذا للأدب العربي، وظل فيها حتي 15/4/1994، حين غادرها محمولا علي نقالة اسعاف، بعد ان عاوده المرض القديم محدثا اصابة البنكرياس بمرض خبيث، فدخل مستشفي الثورة في 2/4/1994، وكان محفوفا برعاية الجميع، لا سيما رئيس جامعة صنعاء الدكتور عبد العزيز المقالح الذي زاره في المستشفي وقدم له كل ما ينبغي تقديمه في مثل هذه المواقف، لكن حالته تردت فجأة، فقرر الاطباء اخضاعه لفحوصات دقيقة، انتهوا بعدها الي رأي مفاده ان ارساله لأهله بالعراق حيا ليموت بين احضانهم أفضل من إرسال الجسد المنطفئ اليهم متشحا بالبياض فكان في توديعه معي جمع من الاصدقاء هم:
د. طارق نجم عبد الله، ود. نبهان ياسين، ود. علي جعفر العلاق، وطبيبه المعالج د. محمد عمارة، وسهيل نجم، ومجيد الماشطة، ورافقه الي الأردن الطبيب مؤيد صديقه وابن مدينته، وكانت جامعة صنعاء وفية معه قبل رحيله، وبعده، وقد رثاه الدكتور عبد العزيز المقالح قبل غيره، وقرر ألا يزور مستشفي الثورة تلك السنة، كما كتب عنه المسرحي العراقي كريم جثير نصا مسرحيا وسمه بـ مرايا محسن اطيمش ـ مرثاة ـ) وضمه الي كتابه الاقنعة ومسرحيات اخري المطبوع في سورية سنة 2001م، توفي اطيمش في بغداد بتاريخ 6/6/1994.
استذكرت كلية الاداب في الجامعة المستنصرية الدكتور محسن اطيمش بعد مناقشة رسالة ماجستير بعنوان «محسن أطيمش ناقداً» تقدمت بها الباحثة علياء محمد توفيق بتاريخ 3/1/2016 وسلمت عمادة الكلية درع الكلية لعائلته.